# 苏格兰王室总务官
苏格兰王室总务官（英語：High Steward）又譯為王室总管、王室大管家及總管大臣等，是沃尔特·菲兹阿兰于12世纪在苏格兰获封的头衔，他的后裔世襲傳承了這個頭銜，人稱斯图亚特家族。1371年，最后一代总务官罗伯特·斯图亚特继承了苏格兰王位，从此苏格兰王室总务官成为罗撒西公爵的附属头衔，为苏格兰的王储所拥有。所以，现任苏格兰王室总务官为威廉王子，该头衔有时也被称为苏格兰王子和苏格兰王室总务官。

## 列表
- 沃尔特·菲兹阿兰，第一代苏格兰王室总务官 约1150年-1177年
- 阿兰·菲兹沃尔特，第二代苏格兰王室总务官 1177年-1204年
- 沃尔特·斯图亚特，第三代苏格兰王室总务官 1204年-1241年
- 亚历山大·斯图亚特，第四代苏格兰王室总务官 1241年-1283年
- 詹姆斯·斯图亚特，第五代苏格兰王室总务官 1283年-1309年
- 華特·斯圖爾特 1309年-1327年
- 罗伯特·斯图亚特，第七代苏格兰王室总务官 1327年-1371年
- 大衛·斯圖爾特 1398年-1402年
- 詹姆斯·斯图亚特，罗撒西公爵 1402年-1406年
- 亚历山大·斯图亚特，罗撒西公爵 1430年
- 詹姆斯·斯图亚特，罗撒西公爵 1430-1437
- 詹姆斯·斯图亚特，罗撒西公爵 1453-1460
- 詹姆斯·斯图亚特，罗撒西公爵 1473-1488
- 詹姆斯·斯图亚特，罗撒西公爵1507年-1508年
- 亚瑟·斯图亚特，罗撒西公爵 1509年-1510年
- 詹姆斯·斯图亚特，罗撒西公爵 1512年-1513年
- 詹姆斯·斯图亚特，罗撒西公爵 1540年-1541年
- 詹姆斯·斯图亚特，罗撒西公爵 1566年-1567年
- 亨利·弗雷德里克 (威尔士亲王) 1594年-1612年
- 查尔斯 (威尔士亲王) 1612年-1625年
- 查尔斯·詹姆斯·斯图亚特，康沃尔公爵和罗撒西公爵   1629年
- 查尔斯 (威尔士亲王) 1630年-1649年
- 詹姆斯 (威尔士亲王) 1688年
- 乔治·奥古斯塔 (威尔士亲王) 1714年-1727年
- 弗雷德里克·路易斯 (威尔士亲王) 1727年-1751年
- 乔治 (威尔士亲王) 1762年-1820年
- 阿尔伯特·爱德华 (威尔士亲王) 1841-1901
- 乔治 (威尔士亲王) 1901-1910
- 爱德华 (威尔士亲王) 1910-1936
- 查尔斯 (威尔士亲王) 1952-2022
- 威爾斯親王威廉 2022年至今